# توني إدجوماريغوي
توني إدجوماريغوي (Tony Edjomariegwe) (1 سبتمبر 1992 - ) لاعب كرة قدم نيجيري. لعب سابقاً لصالح نادي التضامن الكويتي ونادي الكوكب السعودي.

## وصلات خارجية
توني إدجوماريغوي على موقع قاعدة بيانات كرة القدم.إي يو (الإنجليزية)